# Pilar Romera i Aguilà
Pilar Romera i Aguilà (Riba-roja d'Ebre, 4 de novembre de 1968) és una escriptora catalana. Es va llicenciar en Història Contemporània per la Universitat de Barcelona l'any 1991, on treballa, i l'any 1995 va cursar un màster en realització de guions cinematogràfics i televisius a la Universitat Autònoma de Barcelona.

## Obra
El 1993 va guanyar el premi Ribera d'Ebre de novel·la amb L'esperit de vidre, que va ser publicada per El Mèdol. L'any 1997 va publicar Dins la boira a Columna Tresmall i el 2016, la novel·la Li deien Lola a Columna. Al 2017 participa en el llibre col·laboratiu L'Ebre un riu literari. i al 2019 en el recull de contes Assassins de l'Ebre (Llibres del Delicte). Al setembre de 2019 va publicar Els Impostors a Columna Edicions i Los Impostores (versió castellana de l'autora) a Destino Ediciones.

## Premis
- X Premi Ribera d'Ebre de narrativa el 1993 per L'esperit de Vidre
- Guardonada amb una de les 20 Beques d'escriptura Montserrat Roig en el marc del programa Barcelona Ciutat de la Literatura de la UNESCO el 2017 per a la realització del proper projecte. Ajuntament de Barcelona i UNESCO[7]